# Artacamella dibranchiata
Artacamella dibranchiata är en ringmaskart som beskrevs av Knox och Cameron 1971. Artacamella dibranchiata ingår i släktet Artacamella och familjen Trichobranchidae. Inga underarter finns listade i Catalogue of Life.